# ウォーク・オン・バイ
「ウォーク・オン・バイ」（Walk On By）は、ハル・デヴィッドが作詞しバート・バカラックが作曲した1964年の楽曲。ディオンヌ・ワーウィックの代表作の一つ。
ローリング・ストーンの選ぶオールタイム・グレイテスト・ソング500（2021年版）では51位にランクされている。

## 概要
レコーディングは1963年11月に行われ、ジョージ・デュヴィヴィエ（ベース）、ポール・グリフィン（ピアノ）、アーティ・バトラー（ピアノ）、ゲイリー・チェスター（ドラムズ）、ポール・ウィンター（サックス）らが参加した。
1964年4月、ディオンヌ・ワーウィックのシングルとして発表された。B面もデヴィッドとバカラックが書いた「Any Old Time of Day」。同年8月31日発売のアルバム『Make Way for Dionne Warwick』に収録された。
ビルボードHot 100の6位、ビルボード・アダルト・コンテンポラリー・チャートの7位を記録し、第7回グラミー賞でリズム・アンド・ブルース・レコーディング賞にノミネートされた。
ワーウィックは1965年にドイツ語バージョン「Geh Vorbei」をシングルとして発表している。また、ワーウィックが2006年に発表したアルバム『マイ・フレンズ・アンド・ミー〜バート・バカラックへの想い』には、グロリア・エステファンとのデュエットによる再録音が収録された。

## カバー・バージョン
- ヘレン・シャピロ - 1964年のアルバム『Helen Hits Out!』に収録。
- アレサ・フランクリン - 1964年のアルバム『Runnin' Out of Fools』に収録。
- リチャード・アンソニー - 1964年のEP「Ce monde」に収録。フランス語詞。タイトルは「Oui, va plus loin」。
- ローランド・カーク - 1965年のアルバム『Slightly Latin』に収録。
- スモーキー・ロビンソン&ザ・ミラクルズ - 1966年のアルバム『Away We a Go-Go』に収録。
- フォー・シーズンズ - 1965年のアルバム『The 4 Seasons Sing Big Hits by Burt Bacharach... Hal David... Bob Dylan』に収録。
- スタン・ゲッツ - 1968年のアルバム『What the World Needs Now』に収録[7]。
- 渡辺貞夫 - 1968年のアルバム『サダオ・プレイズ・バカラック・アンド・ビートルズ』に収録。
- アイザック・ヘイズ - 1969年のアルバム『Hot Buttered Soul』に収録。ローリング・ストーンの選ぶオールタイム・グレイテスト・ソング500（2021年版）で312位にランクされている[8]。
- ウィ・ファイヴ - 1969年のアルバム『The Return of We Five』に収録。
- カーペンターズ - 1971年のアルバム『カーペンターズ』に収録。
- ジャクソン5 - 1971年のサウンドトラック・アルバム『Goin' Back to Indiana』に収録。
- ウッドペッカー - 1972年のアルバム『俺のせいではないさ』に収録。
- ストラングラーズ - 1978年のアルバム『ブラック・アンド・ホワイト』初回特典EPに収録。
- アヴェレイジ・ホワイト・バンド - 1979年のシングル。
- D・トレイン - 1982年のシングル。
- ヴァニラ・ファッジ - 1984年のアルバム『Mystery』に収録。
- メリサ・マンチェスター - 1989年のシングル。
- ガブリエル - 1997年のシングル。
- 高橋幸宏 - 1999年のコンピレーション・アルバム『colors best of yt cover tracks vol.1』に収録。
- ローラ・ニーロ - 2001年発売のコンピレーション・アルバム『Angel in the Dark』に収録（1994年ニューヨーク録音）[9]。2004年発売のライブ・アルバム『飛翔 - ライヴ・アット・フィルモア・イースト』に収録（1971年5月30日録音）[10]。また、1970年にフィルモア・イーストで行われたライブでも演奏され、ブートレッグなどで聴くことができる。
- ザ・ビーチ・ボーイズ - 2001年再発盤の『20/20』（1969年）にボーナス・トラックとして収録。
- オルネラ・ヴァノーニ - 2002年のアルバム『Sogni proibiti - Ornella e le canzoni di Bacharach』に収録。イタリア語詞。タイトルは「Passa e vai」。
- シンディ・ローパー - 2003年のアルバム『At Last』に収録。
- アリシア・キーズ -2003年のアルバム『ダイアリー・オブ・アリシア・キーズ』に収録。
- ダイアナ・クラール - 2009年のアルバム『Quiet Nights』に収録。